# Francisco da Assunção e Brito
Francisco da Assunção e Brito (Vila Rica, 22 giugno 1726 – Lisbona, 16 dicembre 1808) è stato un arcivescovo cattolico portoghese.

## Biografia
Nato in Brasile, abbracciò la vita religiosa tra gli eremitani di Sant'Agostino in Portogallo: ottenne il magistero in teologia e fu lettore nel collegio del suo ordine.
Scelto come vescovo di Olinda, la sua nomina fu confermata nel 1773; pochi mesi dopo fu trasferito alla sede metropolitana di Goa. Si recò in India e prese possesso della sua sede nel 1774.
Lasciò la guida di quella Chiesa nel 1783 e si ritirò a Lisbona, dove morì nel 1808.

## Genealogia episcopale e successione apostolica
La genealogia episcopale è:
- Cardinale Guillaume d'Estouteville, O.S.B. Clun.
- Papa Sisto IV
- Papa Giulio II
- Cardinale Raffaele Riario
- Papa Leone X
- Papa Clemente VII
- Cardinale Antonio Sanseverino, O.S.Io. Hier.
- Cardinale Giovanni Michele Saraceni
- Papa Pio V
- Cardinale Innico d'Avalos d'Aragona, O.S. Iacobi
- Cardinale Scipione Gonzaga
- Patriarca Fabio Biondi
- Papa Urbano VIII
- Cardinale Cosimo de Torres
- Cardinale Francesco Maria Brancaccio
- Vescovo Miguel Juan Balaguer Camarasa, O.S.Io. Hier.
- Papa Alessandro VII
- Cardinale Neri Corsini
- Vescovo Francesco Ravizza
- Cardinale Veríssimo de Lencastre
- Arcivescovo João de Sousa
- Vescovo Álvaro de Abranches e Noronha
- Cardinale Nuno da Cunha e Ataíde
- Cardinale Tomás de Almeida
- Cardinale João Cosme da Cunha, O.R.C.
- Arcivescovo Francisco da Assunção e Brito, O.E.S.A.

La successione apostolica è:
- Arcivescovo Cayetano da Annunciação Brandão, T.O.R. (1783)
- Vescovo Alexandre de Gouveia, T.O.R. (1783)
- Arcivescovo José Cariati (1783)
- Vescovo José António Pinto de Mendonça Arrais (1783)